# Liste der Baudenkmäler in Hagelstadt
Auf dieser Seite sind die Baudenkmäler in der Oberpfälzer Gemeinde Hagelstadt zusammengestellt. Diese Tabelle ist eine Teilliste der Liste der Baudenkmäler in Bayern. Grundlage ist die Bayerische Denkmalliste, die auf Basis des Bayerischen Denkmalschutzgesetzes vom 1. Oktober 1973 erstmals erstellt wurde und seither durch das Bayerische Landesamt für Denkmalpflege geführt wird. Die folgenden Angaben ersetzen nicht die rechtsverbindliche Auskunft der Denkmalschutzbehörde.

## Baudenkmäler nach Ortsteilen

### Hagelstadt
| Lage                     | Objekt                            | Beschreibung | Akten-Nr.             | Bild                              |
| ------------------------ | --------------------------------- | --- | --------------------- | --------------------------------- |
| Kirchgasse 14 (Standort) | Katholische Nebenkirche St. Vitus | Saalbau mit eingezogenem Chor und verschindeltem Dachreiter mit Spitzdach, 17./18. Jahrhundert; mit Ausstattung; Friedhofsmauer, Bruchstein und Ziegel, 18./19. Jahrhundert | D-3-75-143-1 Wikidata | Katholische Nebenkirche St. Vitus |

### Gailsbach
| Lage                       | Objekt                               | Beschreibung | Akten-Nr.             | Bild           |
| -------------------------- | ------------------------------------ | --- | --------------------- | -------------- |
| Am Kirchplatz 6 (Standort) | Katholische Filialkirche St. Stephan | Saalbau mit eingezogenem Chor, Chorflankenturm mit Spitzdach und Vorzeichen, im Kern spätromanisch, um 1150/1200, Chor Anfang 18. Jahrhundert, Turm 1721; mit Ausstattung | D-3-75-143-2 Wikidata | weitere Bilder |

### Höhenberg
| Lage                   | Objekt                                         | Beschreibung | Akten-Nr.             | Bild           |
| ---------------------- | ---------------------------------------------- | --- | --------------------- | -------------- |
| Höhenberg 4 (Standort) | Ehemalige Wallfahrtskirche Unserer Lieben Frau | Saalkirche mit eingezogenem Chor, Walmdach und Westturm, Langhaus und Turm romanisch, 2. Hälfte 12. Jahrhundert, Chor 18. Jahrhundert; Friedhofsmauer, Mischmauerwerk, wohl mittelalterlich | D-3-75-143-4 Wikidata | weitere Bilder |

### Langenerling
| Lage                             | Objekt                                       | Beschreibung | Akten-Nr.             | Bild                                         |
| -------------------------------- | -------------------------------------------- | --- | --------------------- | -------------------------------------------- |
| Erlenbachstraße 20 (Standort)    | Bauernhaus                                   | eingeschossiger und giebelständiger Satteldachbau, Ziegel, Mitte 19. Jahrhundert | D-3-75-143-5 Wikidata | BW                                           |
| Erlenbachstraße 48 (Standort)    | Katholische Pfarrkirche St. Johannes Baptist | Saalkirche mit eingezogenem Chor, Flankenturm, ehem. Vorzeichen, jetzt Lourdesgrotte, und Rahmengliederungen, 1716–18 wohl von Joseph Baader, Umbau 1829; mit Ausstattung; Friedhofsmauer, Bruchstein, 18./19. Jahrhundert | D-3-75-143-6 Wikidata | Katholische Pfarrkirche St. Johannes Baptist |
| Sebastiani Figur Feld (Standort) | Wegkapelle, sogenannte Sebastianikapelle     | traufständiger Satteldach mit korbbogiger Nische und Pilastergliederung, um 1713/15 | D-3-75-143-9 Wikidata | Wegkapelle, sogenannte Sebastianikapelle     |
| Sebastiani Figur Feld (Standort) | Wegkreuz                                     | Polygonalpfeiler mit Würfelkapitell, Sandstein, 1869 | D-3-75-143-8 Wikidata | BW                                           |